# Japan Open Tennis Championships 1997 - Qualificazioni doppio maschile
Le qualificazioni del doppio maschile del Japan Open Tennis Championships 1997 sono state un torneo di tennis preliminare per accedere alla fase finale della manifestazione. I vincitori dell'ultimo turno sono entrati di diritto nel tabellone principale. In caso di ritiro di uno o più giocatori aventi diritto a questi sono subentrati i lucky loser, ossia i giocatori che hanno perso nell'ultimo turno ma che avevano una classifica più alta rispetto agli altri partecipanti che avevano comunque perso nel turno finale.
Le qualificazioni del doppio del torneo Japan Open Tennis Championships 1997 prevedevano 4 coppie partecipanti di cui una è entrata nel tabellone principale.

## Teste di serie
1. Jamie Delgado /  Arne Thoms (Qualificati)

1. Mitsuru Takada /  Ryuso Tsujino (ultimo turno)

## Qualificati
1. Jamie Delgado /  Arne Thoms

## Tabellone

### Legenda
| - Q = Qualificato - WC = Wild card - LL = Lucky loser | - ALT = Alternate - SE = Special Exempt - PR = Protected Ranking | - w/o = Walkover - r = Ritirato - d = Squalificato |

|  | Finale |                              |                              |   |   |  |
|  |        |                              |                              |   |   |  |
|  | 1      | Jamie Delgado Arne Thoms     | Jamie Delgado Arne Thoms     | 6 | 6 |  |
|  | 2      | Mitsuru Takada Ryuso Tsujino | Mitsuru Takada Ryuso Tsujino | 3 | 4 |  |